# Mykolai Cearnețchi
Mykolai Cearnețchi (în ucraineană Миколай Чарнецький, transliterat: Mîkolai Cearnețkîi; n. 14 decembrie 1884, Semakivți, Bezirk Horodenka⁠(d), Regatul Galiției și Lodomeriei, Austro-Ungaria – d. 2 aprilie 1959, Liov, RSS Ucraineană, URSS) a fost un călugăr redemptorist ucrainean, episcop vicar, deținut politic în timpul represiunii staliniste, venerat ca sfânt. 
Papa Ioan Paul al II-lea l-a beatificat în anul 2001.

## Detenția
A fost arestat la 11 aprilie 1945 și anchetat într-o închisoare a NKVD. În 1946 a fost transferat într-o închisoare din Kiev și condamnat de tribunalul militar la 10 ani de închisoare ca „agent al Vaticanului“. După ispășirea pedepsei în închisoarea din orașul siberian Mariinsk a fost ținut în continuare închis. Starea sănătății deteriorându-i-se grav (personalul închisorii i-a comandat deja sacul pentru înmormântare), a fost eliberat în anul 1956. În mod neașteptat nu a murit imediat, ci sănătatea i s-a îmbunătățit, astfel încât a mai trăit trei ani, timp în care a efectuat numeroase îndrumări spirituale și hirotoniri clandestine.